# 福原定吉
福原 定吉（ふくはら さだきち、1889年（明治22年）9月6日 ‐ 1979年（昭和54年）4月24日）は、日本の政治家。秋田県大曲町（現・大仙市）の町長を経て、合併後の大曲市の初代市長を務めた。

## 来歴
福原寅吉の長男。父・寅吉は本来は福原家を継ぐはずだったが、複雑な事情から、福辺内（当時の須和町）に分家となり、1888年（明治18年）に商店を開いた。
大正元年の「仙北郡案内」によると、五十（いさば）集商に大坂久治、福原寅吉、伊勢多郎八、最上正吉と印刷されている。
1933年（昭和8年）に、仙北酒造株式会社を買い取り、12月には酒の免許を取得し、翌1934年（昭和9年）から個人経営として、黒松金福（のちの福原酒販）を始めた。
大曲町の町長を経て、合併後の大曲市の初代市長となり、1965年（昭和40年）11月3日には勲五等を叙勲され、双光旭日章を授与した。
1979年、老衰のため、組合病院で死去。

## 家族
- 先祖は福原彦十郎[3][5]
- 父・寅吉（1854年8月21日生）
- 母・ツヱ（実家は石川富三郎。石川弥七の分家）
- 妻・タケ子（南楢岡の地主で、元村長の渡辺良助と小山田ハツの三女。南外村の村長・渡部任之助は良助の孫にあたる）
  - 長女・芳
  - 芳の夫・五井豊治（角館町）
  - 長男・忠治（第7子、福原酒販）
  - 忠治の妻・柴田幸子（大森町出身）
    - 子供、慶子、定安[6]（2013年1月20日没。享年57歳[7]）、忠利

### 遠縁
- 榊田清兵衛の分家にあたる榊田長之助の家から、福原家に入婿した青年がいた[3]。